# Antònia Vicens i Picornell
Antònia Vicens i Picornell (Santanyí, 27 de març de 1941) és una escriptora mallorquina autora de novel·les, contes i reculls poètics.

## Biografia
Nascuda a Santanyí, comença a escriure recollint el parlar popular i perfecciona el seu català a l'Obra Cultural Balear. Estudia per a ser administrativa. El seu primer llibre publicat, el recull de relats Banc de fusta, va rebre un premi a Cantonigròs el 1965. La seva següent novel·la, tanmateix, faria força més soroll: era l'any 1967 i els seus 39º a l'ombra va conquerir el Premi Sant Jordi de novel·la. L'univers mallorquí i els problemes d'equilibri entre turisme i conservació del territori forneixen la font d'inspiració principal per a aquests dos volums i l'obra posterior. Cal dir que la seva feina a diversos hotels li conferia un punt de vista privilegiat sobre la qüestió. Altres temes freqüents són la condició dels marginats (per ser dones, per estar fora del sistema) i la soledat que hi va aparellada.
En 1971 es casa i es muda a Palma, on alterna feines en diversos llocs i coneix de prop la realitat de l'illa des de diferents vessants. Va començar a col·laborar amb el diari Avui enviant-hi contes, així com amb el Diario de Mallorca. Més endavant va obrir una botiga d'artesania, fins que es va jubilar l'any 2000 i es va retirar als afores de la ciutat. Des d'allà, va continuar escrivint la seva obra, on va introduir també la poesia. L'alterna amb articles a premsa.
El 1997 va entrar a formar part de la junta de l'Associació d'Escriptors en Llengua Catalana (AELC) com a vicepresidenta per les Illes Balears. Distingida amb altres premis literaris, un reconeixement global a la seva carrera li va arribar amb la Creu de Sant Jordi el 1999, la medalla Ramon Llull el 2004 (la va refusar en protesta per la política lingüística del Govern Balear), el Premi Nacional de Cultura el 2016, el Premi Nacional de Poesia el 2018 i el Premi d'Honor de les Lletres Catalanes el 2022. El 2022 també fou nomenada filla predilecta pel Consell Insular de Mallorca.
Els seus llibres han estat traduïts a l'alemany, al francès, al portuguès i al castellà.

## Obra

### Narrativa breu
- 1968 Banc de fusta
- 1980 Primera comunió
- 2005 Tots els contes

### Novel·la
- 1968 39º a l'ombra
- 1971 Material de fulletó
- 1974 La festa de tots els morts
- 1980 La Santa
- 1982 Quilòmetres de tul per a un petit cadàver
- 1984 Gelat de maduixa
- 1987 Terra seca
- 1997 L'àngel de la lluna (infantil)
- 1998 Massa tímid per lligar (juvenil)
- 1998 Febre alta
- 2002 Lluny del tren
- 2007 Ungles perfectes
- 2010 Ànima de gos
- 2024 Crideu la mort errant, digueu-me on va

### Poesia
- 2009 Lovely
- 2013 Sota el paraigua el crit
- 2015 Fred als ulls
- 2017 Tots els cavalls
- 2020 Si no dius fort el meu nom em condemnes per sempre (antologia)
- 2020 Pare què fem amb la mare morta
- 2025 Agafa la teva creu

### Memòries
- 1993 Vocabulari privat (amb Josep Maria Llompart de la Peña)

## Premis literaris i reconeixements
- 1965 Cantonigròs de narrativa per Banc de fusta
- 1967 Sant Jordi per 39º graus a l'ombra
- 1981 Llorenç Villalonga per Quilòmetres de tul per a un petit cadàver
- 1984 Ciutat de València - Constantí Llombart de narrativa per Gelat de maduixa[8]
- 1999 Creu de Sant Jordi per la seva trajectòria
- 2004 Premi Ramon Llull del Govern de les Illes Balears per la seva trajectòria
- 2016 Premi Nacional de Cultura de la Generalitat de Catalunya
- 2016 Medalla d'Or de l'Ajuntament de Palma
- 2016 Medalla d'Or de l'Ajuntament de Santanyí
- 2016 Premi 31 de Desembre Josep Maria Llompart de l'Obra Cultural Balear
- 2018 Premi Cavall Verd de poesia de l'Associació d'Escriptors en Llengua Catalana
- 2018 Premio Nacional de Poesía del Ministerio de Cultura[9]
- 2019 Premi Jaume Fuster de l'Associació d'Escriptors en Llengua Catalana
- 2022 Premi d’Honor de les Lletres Catalanes d’Òmnium Cultural
- 2023 Medalla d’Or de la Comunitat Autònoma de les Illes Balears[10]
- 2025 inclosa a la llista Forbes de les 50 dones més influents de les Balears.[11]